# Бродська синагога
Бродська синагога — недіюча синагога міста Одеси, що знаходилася за адресою вул. Караванського, 18, на розі із вул. Італійською, 20. Мала офіційну назву Нова синагога. За радянських часів у будівлі синагоги був розміщений державний архів, який діє там і сьогодні. Збудована євреями-реформістами та була першим реформістським храмом на території Російської імперії.

## Історія
Починаючи із 1820-х Одесу активно почали заселяти єврейські поселенці з Австрії та Німеччини, більшість із яких походила з міста Броди (тепер Львівська область), за що їх зазвичай називали «бродськими» євреями.

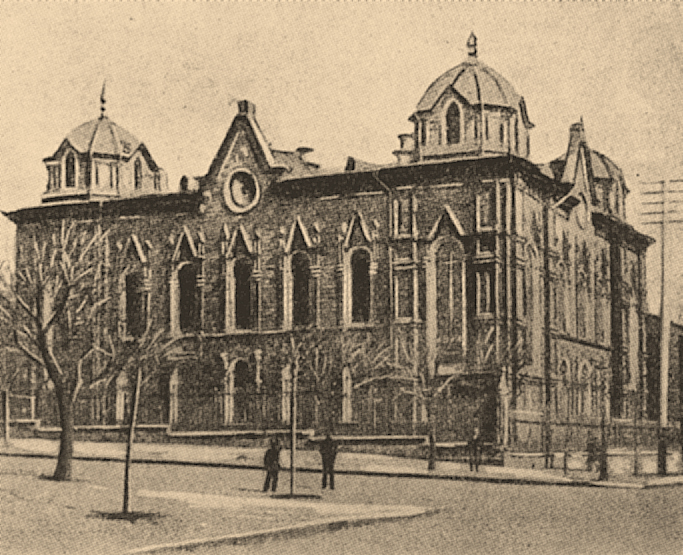
Старе зображення синагоги

Земля на розі вулиць Італійської та Поштової (тепер Святослава Караванського) тоді належала греку Ксенису, який збудував тут невелику будівлю, яку здавав у оренду єврейській громаді. Кантором був рабин Нісан Блюменталь, який також походив з міста Броди. 20 червня (2 липня) 1863 члени правління Єврейської молитовної школи № 1 у Одесі Михайло Шапіро і Яків Герман подали у Будівельний комітет на затвердження проєкт єврейського холодного молитовного будинку всередині подвір'я, що належало Молитовному товариству. Зведення передбачалось коштами замовника. Проєкт було затверджено 24 червня (6 липня) 1863 Новоросійськім і бессарабським генерал-губернатором, вже на початку липня на тротуарі перед ділянкою було складено велику кількість каменю різного розміру. Зведена синагога була виконана у готично-флорентійському стилі за проєктом архітектора Йосипа Миколайовича Коловича, і отримала назву Нова синагога. Будівля зводилася на кошти єврейської громади Одеси. Як будівельний матеріал використовувався місцевий камінь вапняк. Це була перша хоральна синагога та перший реформістський храм на півдні тодішньої Російської імперії. За деякими даними тут був навіть орган, про що свідчить навіть структура будівлі. За деякими даними орган був вивезений румунами під час Другої Світової війни.
З 1925 синагога закрита, а в будівлі розташований державний обласний архів.
У серпні 1985 Одеська обласна рада винесла рішення № 480 «Про затвердження додаткового переліку пам'ятників архітектури місцевого значення», де під № 146 було записано і Бродську синагогу.
У червні 2006 виданий наказ Міністерства культури і туризму України № 728/16-08, яким внесено будівлю синагоги до Державного реєстру пам'яток України.
У 2011 Одеська Обласна рада запланувала передати будівлю єврейській реформістській громаді, однак, через брак коштів передача не відбулася. Наразі будівля знаходиться у незадовільному стані.

## Перелік відомих людей, що відвідували синагогу
- Давид Новаковський — диригент і композитор, керував хором синагоги;
- Пінхас Мінковський — видатний співак, був кантором синагоги;
- Володимир Кораллі — представник одеської естради 1920-30-х років, співав у хорі синагоги;
- Федір Шаляпін — співак, виступав у Бродській синагозі;
- Григор Розен — лікар, єдиний в Росії єврей, що став генералом;
- Мендель Мойхер-Сфарим — єврейський письменник, засновник єврейської літератури;
- Олександр Цеденбаум — редактор єдиної в Росії газети, що виходила на їдиш.
- Бецалем Штерн — директор єврейської школи;
- Самуїл Кишинівський — художник;
- Нісан Блюменталь — кантор-органіст;
- Хаїм-Нахман Бялик — єврейський поет і прозаїк, класик поезії на івриті та їдиші. Його поема «Суботня пісня» була присвячена Бродській синагозі;
- Шолом Алейхем — єврейський письменник. Герой однієї із його книг, Менахем Мендель, молився у Бродській синагозі;
- Зеєв Жаботинський — єврейський письменник і ізраїльський політик;
- Іцхак Бабель — письменник і журналіст;
- Хромов Анатолій Володимирович — відомий архівіст, працював в цій будівлі ;

## Галерея

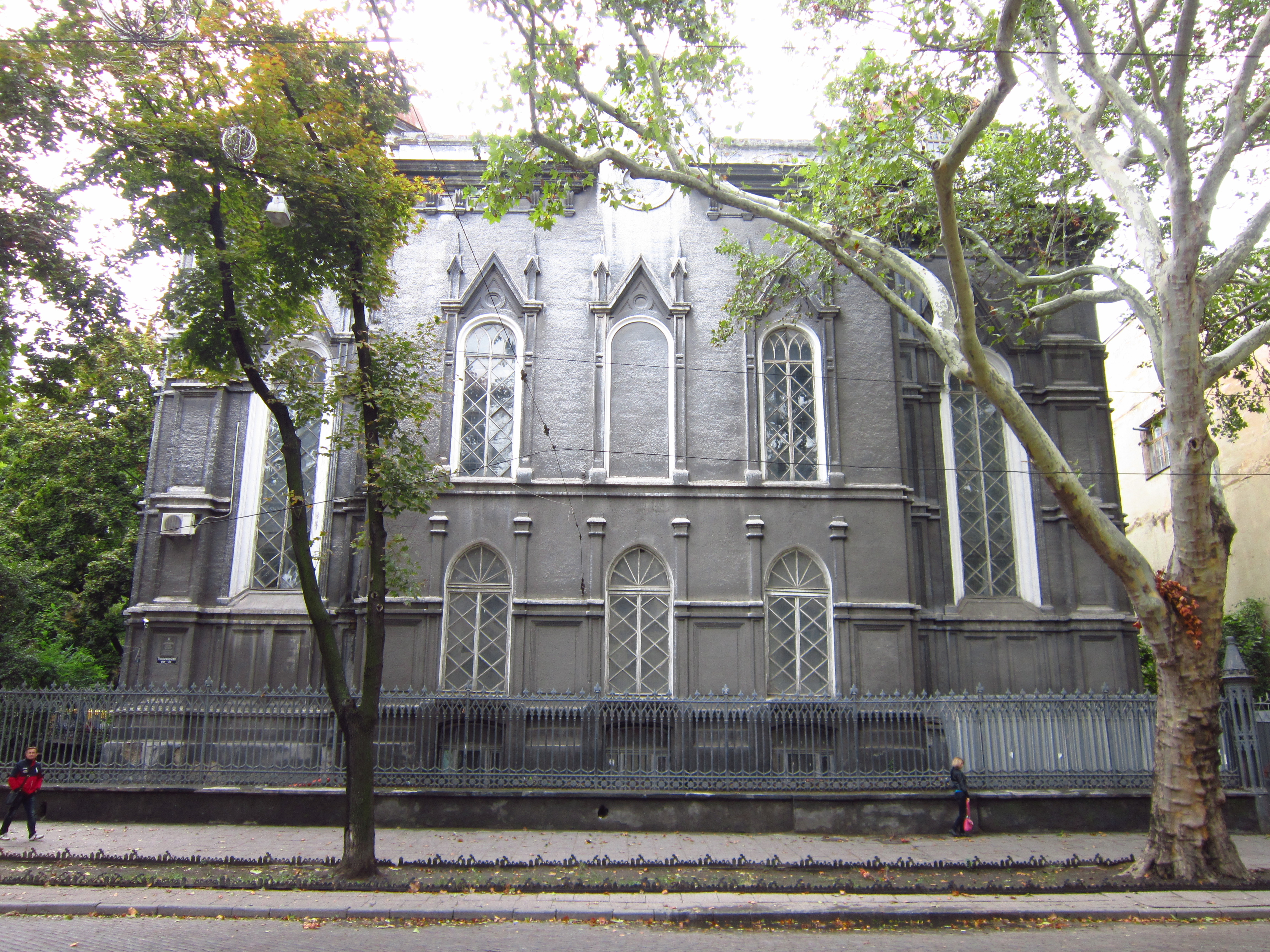
Фасад з боку вул. Італійської
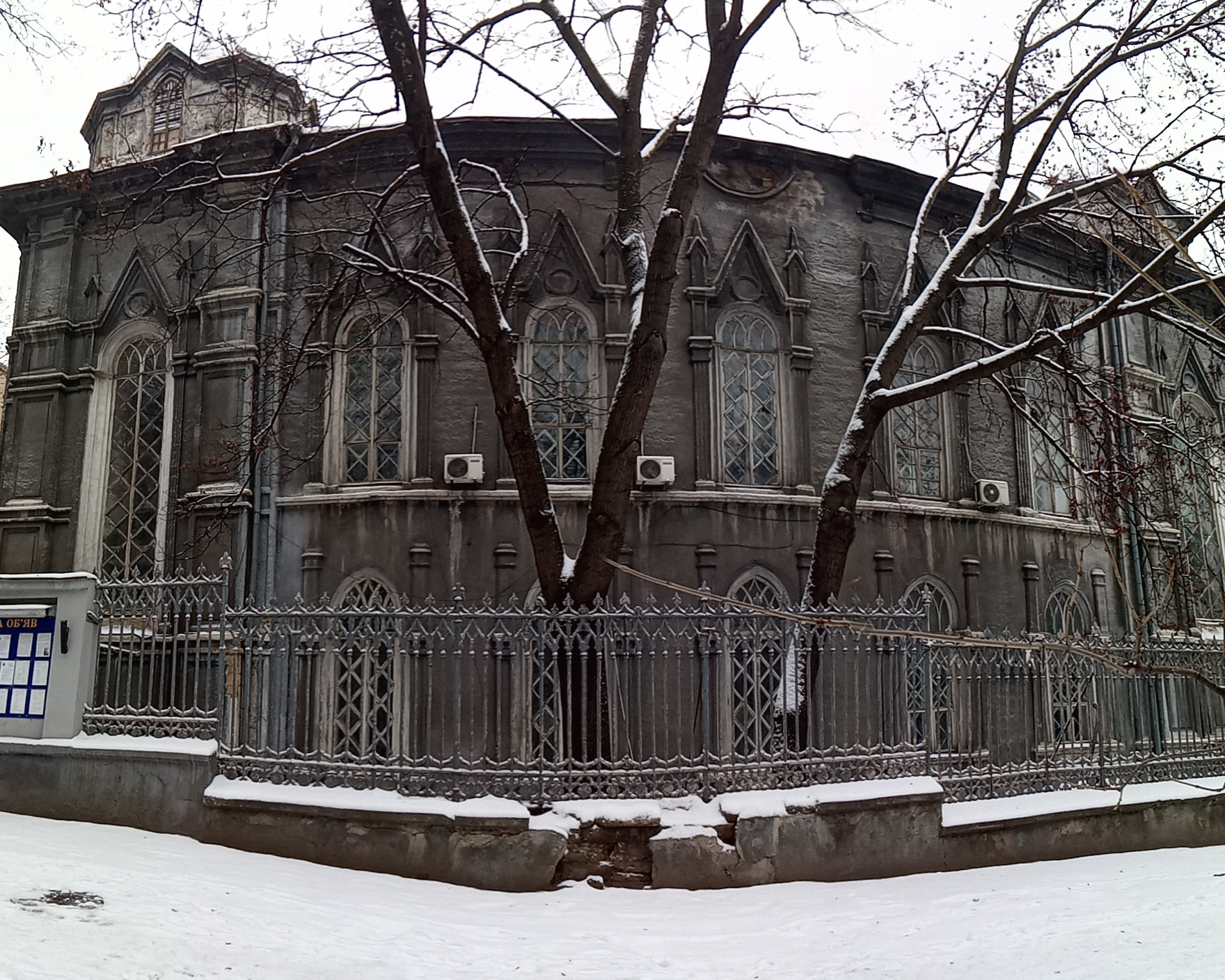
Фасад з боку вул. Караванського
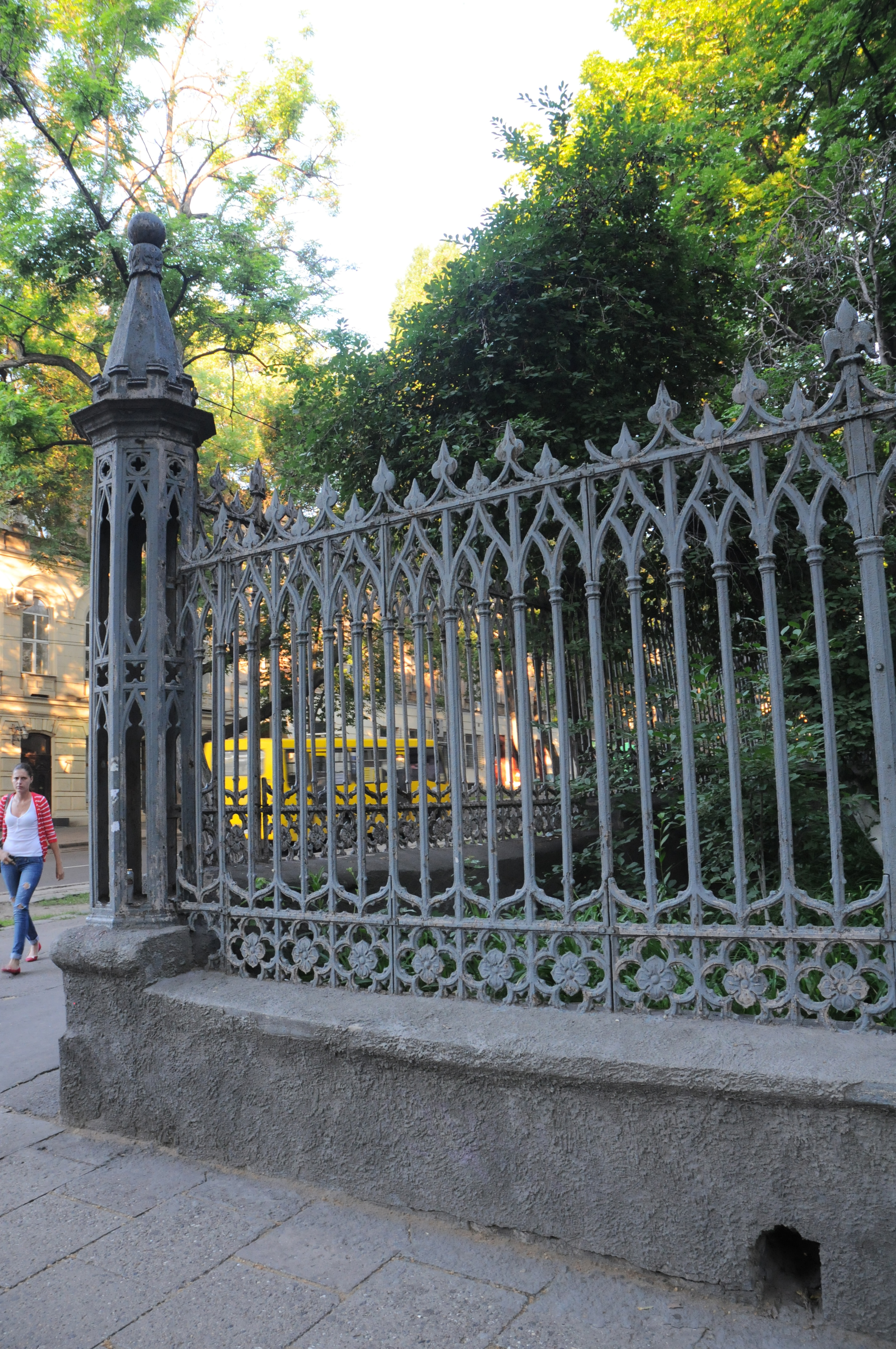
Огорожа
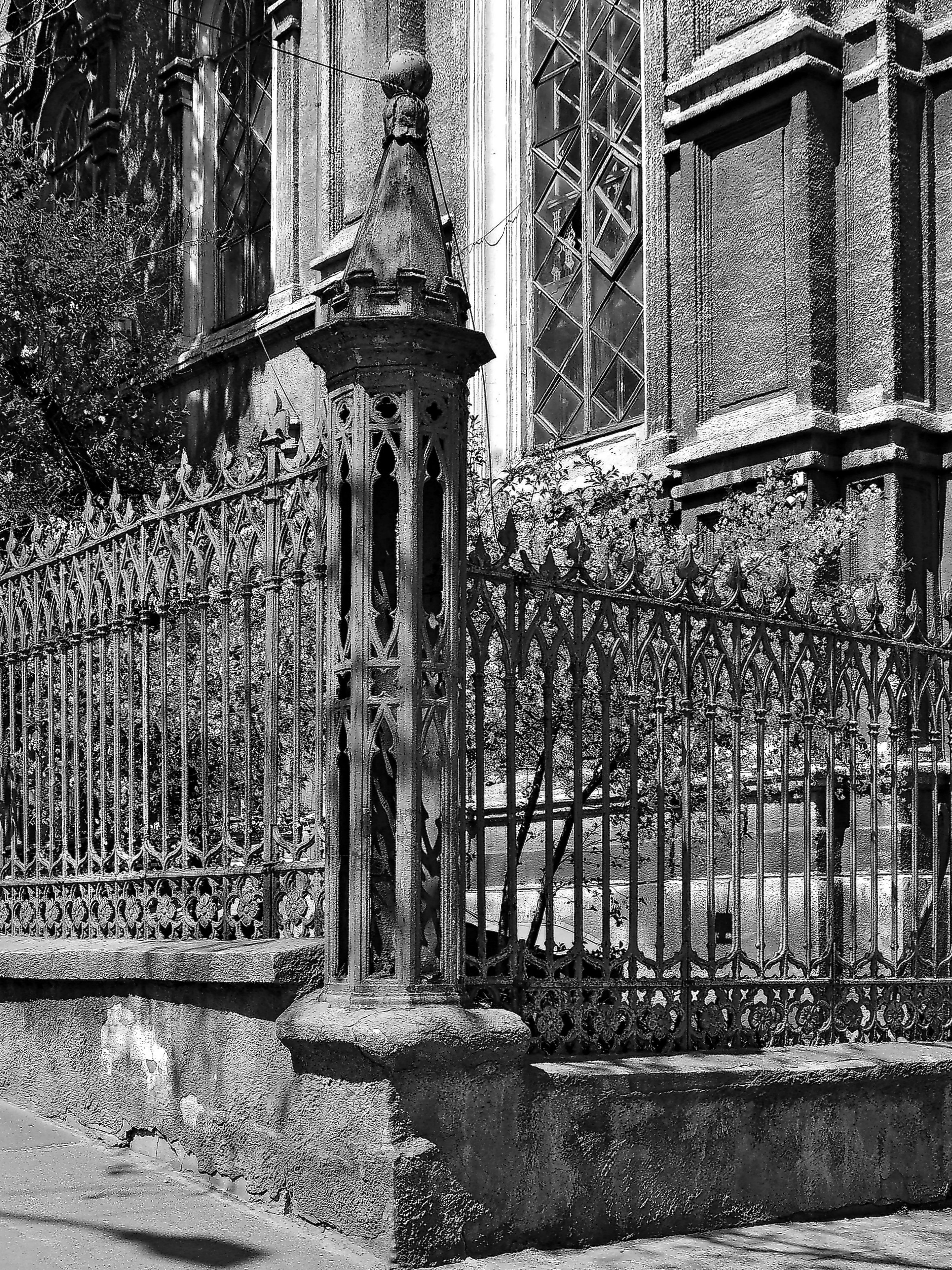
Наріжник огорожі
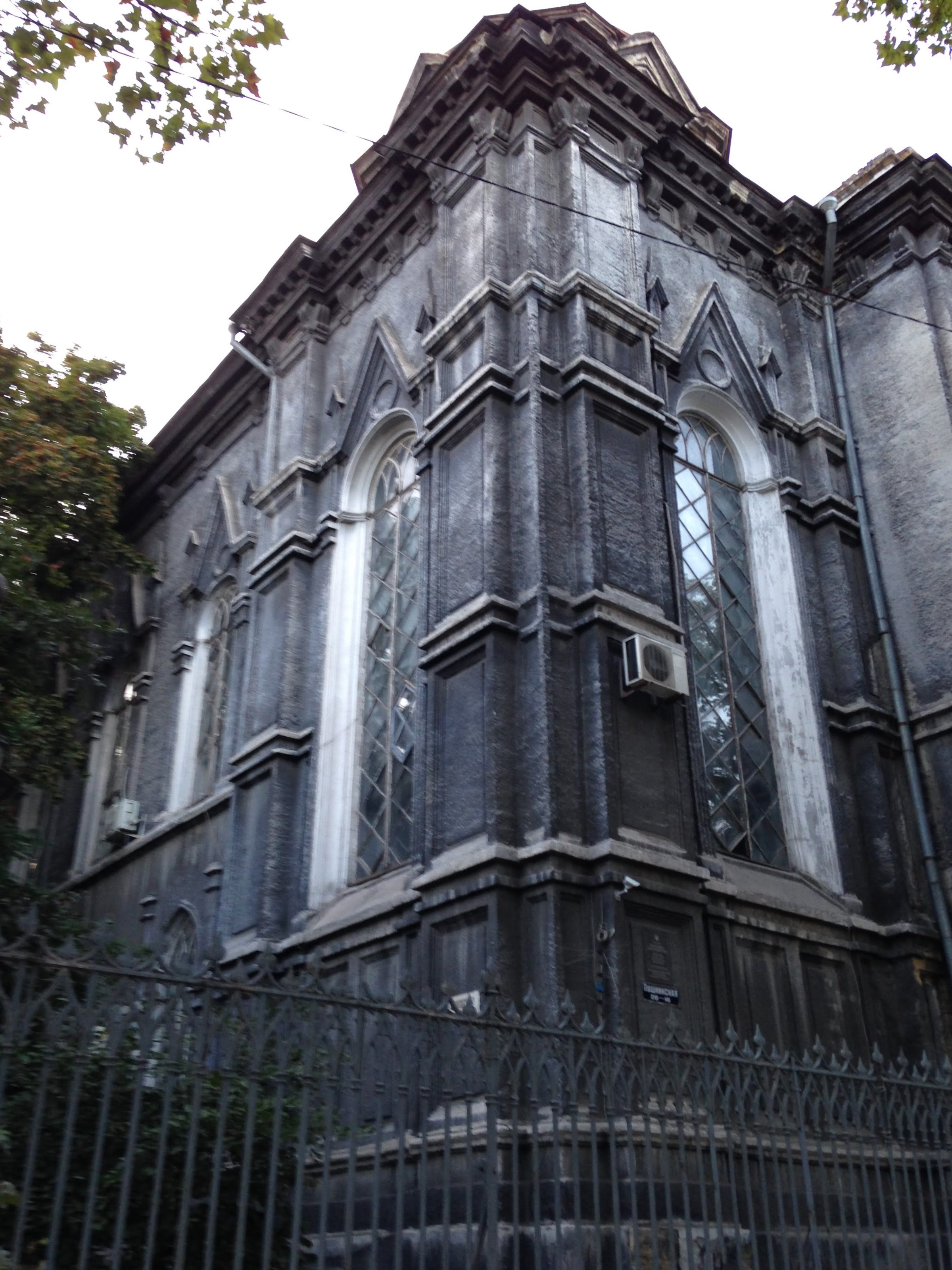